# Edward Leamington Nichols
Edward Leamington Nichols (Leamington Spa, 14 de setembro de 1854 — West Palm Beach, 10 de novembro de 1937) foi um físico estadunidense.
Nichols estudou na Universidade Cornell e também na Universidade de Leipzig, Universidade de Berlim e Universidade de Göttingen, onde doutorou-se em 1879.
Trabalhou no laboratório de Thomas Edison, em Menlo Park. Foi professor de física e química na Universidade Central de Kentucky, em 1881, professor de física e astronomia na Universidade de Kansas, em 1883, e em 1887 professor de física na Universidade Cornell.
Nichols foi membro da United States National Academy of Sciences, presidente da Associação Americana para o Avanço da Ciência, em 1907, e presidente da American Physical Society, em 1907/1908.
Foi condecorado com o Prêmio Rumford, em 1928.

## E. L. Nichols e o Physical Review
- «Founding of the Physical Review Cornell University, Ithaca New York»

## Obituários
- Ernest Merritt, Edward Leamington Nichols Physical Review, 53, 1 (1938).
- «Edward L. Nichols: 1854-1937», Transactions of the Kansas Academy of Science, 42, 51 (1939)
- Ernest Merritt, Biographical memoir of Edward Leamington Nichols Biographical memoirs of the National Academy of the Sciences, 21 (1940)

## Obras
- «A laboratory manual of physics and applied electricity v. 1» (New York : Macmillan, 1894)
- «A laboratory manual of physics and applied electricity v. 2» (New York : Macmillan, 1894)
- «The galvanometer : a series of lectures» ( New York : McIlroy & Emmet, 1894)
- «The elements of physics. A college text-book v. 1. Mechanics and heat» (New York : Macmillan, 1896)
- «The elements of physics. A college text-book v. 2. Electricity and magnetism»  (New York : Macmillan, 1896)
- «The elements of physics. A college text-book v. 3. Light and sound» (New York : Macmillan, 1896)
- «The outlines of physics: an elementary text-book» (New York : Macmillan, 1897)
- «Questions and exercises to be used in connection with Outlines of physics, an elementary text-book» (New York : Macmillan, 1897)
- «Studies in luminescence» ( Washington DC, Carnegie Institution, 1912)
- «Fluorescence of the uranyl salts» ( Washington DC, Carnegie Institution, 1919)